# Österreichische Meisterschaften im Freiwasserschwimmen 2011
Die Internationalen Österreichischen Meisterschaften im Freiwasserschwimmen werden ausgerichtet vom Österreichischen Schwimm-Verband.
| Disziplin        | Männer          | Männer                        | Männer     | Frauen             | Frauen                        | Frauen     |
| Disziplin        | Name            | Verein                        | Zeit       | Name               | Verein                        | Zeit       |
| ---------------- | --------------- | ----------------------------- | ---------- | ------------------ | ----------------------------- | ---------- |
| 5 km – Allgemein | Peter Nemeth    | SV-Donau Chemie St. Veit/Glan | 1:01:20,71 | Johanna Gerstbauer | SU Generali Salzburg          | 1:07:01,80 |
| 5 km – Junioren  | Florian Staufer | SSG Saar Max Ritter           | 1:02:34,32 | Anna Moitzi        | SV-Donau Chemie St. Veit/Glan | 1:13:31,69 |

| Disziplin        | Männer              | Männer                        | Männer     | Frauen             | Frauen        | Frauen     |
| Disziplin        | Name                | Verein                        | Zeit       | Name               | Verein        | Zeit       |
| ---------------- | ------------------- | ----------------------------- | ---------- | ------------------ | ------------- | ---------- |
| 5 km – Allgemein | Matthias Schweinzer | ATUS Graz                     | 0:58:04,86 | Johanna Gerstbauer | SU Salzburg   | 1:07:56,22 |
| 5 km – Junioren  | Peter Nemeth        | SV-Donau Chemie-St. Veit/Glan | 1:00:33,95 | Stefanie Krechl    | SV Vöklabruck | 1:24:56,63 |

| Disziplin        | Männer       | Männer                 | Männer     | Frauen               | Frauen              | Frauen     |
| Disziplin        | Name         | Verein                 | Zeit       | Name                 | Verein              | Zeit       |
| ---------------- | ------------ | ---------------------- | ---------- | -------------------- | ------------------- | ---------- |
| 5 km – Allgemein | David Brandl | 1. Perger SV UNIQA     | 0:57:52,45 | Anais Szekendi       | ANAIS Szekendi      | 1:07:01,80 |
| 5 km – Junioren  | Peter Nemeth | ASKÖ Schwimmclub Steyr | 0:59:42,07 | Juliana Espernberger | ASV-Raiffeisen Linz | 1:09:17,74 |

## Randnotizen
Die internationalen Österreichischen Meisterschaften im Open Water werden seit 2011 in Zusammenarbeit mit der Sports Community Austria im Rahmen des Open Water-Events EARL of PEARL ausgerichtet.